# مرغ سر (فيروزكوه)
مرغ سر (بالفارسية: مرگ سر) هي قرية تقع في Poshtkuh Rural District في إيران.